# Seznam nemških psihologov
Seznam nemških psihologov.

## A
- Narziß Ach (1871-1946)
- Rudolf Arnheim (1904-2007) (nemško-ameriški)

## B
- Paul Baltes (1939-2006)
- Friedrich Eduard Beneke (1798-1854)
- Franz Brentano (1838-1917)

## D
- Oliver Decker
- Karl Duncker

## E
- Hermann Ebbinghaus (1850-1909)
- Erik Erikson (1902-1994) (nemško-ameriški)
- Hans Jürgen Eysenck (1916-1997) (nemško-angleški)

## F
- Gustav Theodor Fechner (1801-1887)
- Peter Fiedler (1945-)
- Erich Fromm (1900-1980) (nemško-ameriški)
- Erika Fromm (1909-2003) (nemško-ameriška)

## G
- Thomas Gebauer (1955-)

## H
- Walter R. Heinz ?
- Willy Hellpach (1877-1955)
- Johann Friedrich Herbart (1776-1841)
- Peter R. Hofstätter (avstr.-nem. socialni psiholog)
- Carl Wilhelm Richard Hülsenbeck (aka Charles R. Hulbeck)

## J
- Erich Jaensch (1883-1940)
- Karl Jaspers (1883-1969) (nemško-švicarski)
- Friedrich Jodl (1849-1914)

## K
- Ludwig Klages (1872–1956) (nemško-švicarski)
- Kurt Koffka (1886-1941) (nemško-ameriški)
- Wolfgang Köhler (1887-1967) (nemško-ameriški)
- Felix Krueger (1874-1948)
- Oswald Külpe (1862-1915)

## L
- Kurt Lewin (1890-1947) (nemško-ameriški)

## M
- Rainer Mausfeld (1949)
- Johannes Peter Müller (1801-1858)
- Franz Carl Müller-Lyer (1857-1916)
- Hugo Münsterberg (1863-1916)

## N
- Karl Ernst Nipkow (1928-2014) Arnold Angenendt Peter Antes (*1942) (religiolog)
- Elisabeth Noelle-Neumann (1916-2010)

## P
- Laura Perls (1905-1990)

## S
- Günter Schiepek (1936-)
- Gottlob Ernst Schulze (1761-1833)
- Otto Selz (1881-1943)
- Emil von Skramlik (1886-1970) (češ./avstr.-nem.)
- William Stern (1871-1938)
- Carl Stumpf (1848-1936)

## T
- Gisela Trommsdorff (1941-)

## W
- Ernst Heinrich Weber (1795-1878)
- Max Wertheimer (1880-1943) (nemško-ameriški)
- Wilhelm Wundt (1832-1920)

## Z
- Adolf Zeising (1810-1876)